# Shusaku Nishikawa
Shusaku Nishikawa (西川 周作 Nishikawa Shūsaku), född 18 juni 1986 i Oita prefektur, Japan, är en japansk fotbollsspelare som spelar för Urawa Red Diamonds.